# Non-Summit
Non-Summit (tiếng Hàn Quốc: 비정상회담) là một chương trình truyền hình talk show của Hàn Quốc do đài JTBC thực hiện.

## Thành viên
| Quốc gia   | Tên Hàn Quốc        | Tên               | Ngày sinh         |
| ---------- | ------------------- | ----------------- | ----------------- |
| Hoa Kỳ     | 마크 테토           | Mark Tetto        | 1 tháng 3, 1980   |
| Pháp       | 오헬리엉 루베르     | Auréllien Loubert | 30 tháng 12, 1981 |
| Canada     | 기욤 패트리         | Guillaume Patry   | 19 tháng 6, 1982  |
| Ý          | 알베르토 몬디       | Alberto Mondi     | 17 tháng 1, 1984  |
| Pakistan   | 자히드 후세인       | Zahid Hussain     | 25 tháng 11, 1988 |
| Trung Quốc | 왕심린              | Wang Xinlin       | 13 tháng 10, 1989 |
| Thụy Sĩ    | 알렉스 맞추켈리     | Alex Mazzucchelli | 17 tháng 5, 1990  |
| Nhật Bản   | 오오기 히토시       | Ogi Hitoshi       |                   |
| Đức        | 니클라스 클라분데   | Niklas Klabunde   |                   |
| México     | 크리스티안 부르고스 | Christian Burgos  |                   |